# Mesochorus versiculus
Mesochorus versiculus är en stekelart som beskrevs av Dasch 1974. Mesochorus versiculus ingår i släktet Mesochorus och familjen brokparasitsteklar. Inga underarter finns listade i Catalogue of Life.